# Kasselski
Kasselski (Kassel; russisch Кассельский) ist ein Dorf im Nagaibakski rajon in der Oblast Tscheljabinsk. Kassel – aus dem lateinischen Castellum – „Festung, Befestigung“.
Die Gemeinde umfasst drei Siedlungen: Kasselski (1.224 Einw.), Podgornyy (russisch Подгорный; 258) und Chernorechenski (russisch Чернореченский; 288); insgesamt 1.770 Einwohner.
Der Ort liegt im nordwestlichen Teil der Region an der Mündung der kleinen Flüsse Topkaja (russisch Топкая) und Chernaja (russisch Черная) in die Gumbeika (russisch Гумбейка). Nagaibakski ist ca. 50 km, Tscheljabinsk ca. 250 km entfernt.
Die Landstraße 75К-173 führt an Kasselski vorbei. Zu den anderen Orten der Gemeinde kommt man über die Straße 3. Ordnung 75К-469.

## Infrastruktur
Im Ort gibt es das Kasseler Museum der Nationalkultur, eine Hauptschule, Kindergarten, Musikschule und eine Postfiliale.

## Wirtschaft
Seit 2013 gibt es einen Geflügelzuchtberieb (russisch «Нагайбакский птицеводческий комплекс») am nordwestlichen Ortsrand, in dem 240.000 Schlachttiere und Legehennen gehalten werden.

## Geschichte
Kasselski wurde 1842 gegründet und hatte zunächst den Status eines militärischen Siedlung – der Posten Nr. 1 der Orenburger Kosakenarmee im Nowolineiny rajon. Der Name wurde in Erinnerung an der Schlacht der russischen Truppen mit Napoleons Armee in der Nähe von Kassel am 30. September 1813 gewählt.